# Křetín
Křetín är en ort i Tjeckien.   Den ligger i regionen Södra Mähren, i den östra delen av landet, 160 km öster om huvudstaden Prag. Křetín ligger 386 meter över havet och antalet invånare är 509.
Terrängen runt Křetín är kuperad österut, men västerut är den platt. Křetín ligger nere i en dal. Runt Křetín är det ganska tätbefolkat, med 120 invånare per kvadratkilometer. Närmaste större samhälle är Letovice, 5,3 km öster om Křetín. I omgivningarna runt Křetín växer i huvudsak blandskog.